# Stewart Beards
Stewart Beards (Lichfield, 15 agosto 1967) è un ex calciatore inglese, di ruolo attaccante.

## Carriera
Nel 1991 si trasferisce in Finlandia per giocare nella prima divisione locale con il RoPS, con cui realizza 13 reti in 18 partite giocate; nel 1992 va invece a segno per 12 volte in 28 partite giocate, ed a fine anno si trasferisce al TPS, altro club della prima divisione del Paese scandinavo, con il quale nel 1993 segna 7 reti in 18 presenze, a cui aggiunge poi ulteriori 24 presenze e 8 reti nel 1994, anno in cui con i bianconeri vince anche una Coppa di Finlandia. Nel 1995 dopo quattro anni cambia nazione per andare a giocare in Islanda, al Valur, club con la cui maglia nella sua unica stagione di permanenza in squadra mette a segno 6 reti in 17 presenze nella prima divisione locale.

## Palmarès

### Club

#### Competizioni nazionali
- Coppa di Finlandia: 1

TPS: 1994